# کوتسینا (استان اشوی‌داشکسیه)
کوتسینا (به لهستانی: Kocina) یک منطقهٔ مسکونی در لهستان است که در گمینا اوپاتوویتس واقع شده‌است.